# Осипово (Парабельський район)
О́сипово (рос. Осипово) — селище у складі Парабельського району Томської області, Росія. Входить до складу Старицинського сільського поселення.

## Населення
Населення — 2 особи (2010; 32 у 2002).
Національний склад (станом на 2002 рік):
- росіяни — 94 %